# حزب الكنانة
حزب الكنانة المصري هو حزب سياسي يدعو إلى التجارة الحرة والعدالة الاجتماعية.

## روابط خارجية
- موقع الحزب